# Schobbejakshoogte

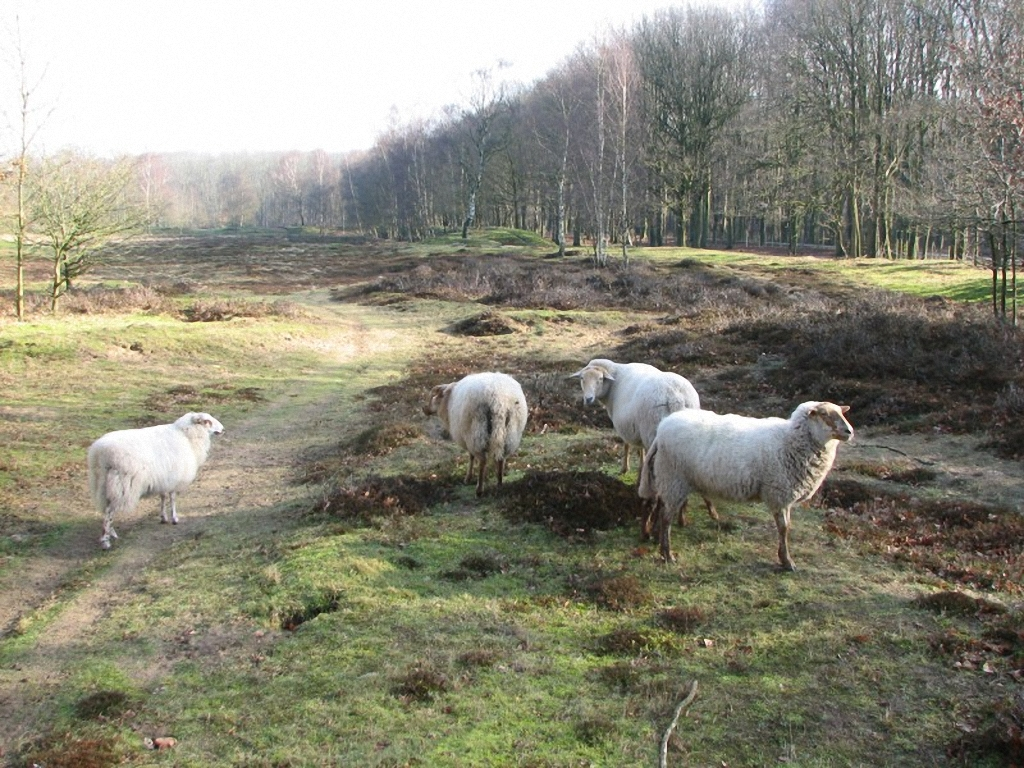
Houtlandschapen als grazers in de Schobbejakshoogte

De Schobbejakshoogte is een natuurgebied van 6 hectare in Sint-Kruis (Brugge) en onderdeel van het domein Ryckevelde. De strook bevindt zich tegen de oude spoorwegbedding van spoorlijn 58, 't Wit Zand en de bossen van Ryckevelde. Het gebied is Europees beschermd als  Natura 2000-gebied Bossen, heiden en valleigebieden van Zandig Vlaanderen: westelijk deel.

## Geschiedenis
Het natuurreservaat bevindt zich op een relict van een gordel landduinen die ontstond in de laatste ijstijd (100.000 tot 10.000 jaar geleden).
In de middeleeuwen maakte de Schobbejakshoogte deel uit van de Noord-Vlaamse veldzone, waar ook andere grote heidegebieden zoals Bulskampveld toe behoorden. Het gebied werd er afwisselend als landbouw- en/of bosgebied ingericht.
Als eigendom van het Ministerie van Landsverdediging werd op de strook vanaf 1950 aan zandwinning gedaan. Door zand af te graven ontstond er een landschap met putten en heuvels, waardoor heidevegetatie plaats kreeg.
Daarnaast werd er door De Brugeoise een parcours aangelegd voor het uittesten van pantservoertuigen. Totdat deze tests stoppen in de jaren 60 van de 20ste eeuw, werd de grond er dus regelmatig omgewoeld door pantsers en schietoefeningen.
Het westelijk deel is sinds 1986 eigendom van het Agentschap voor Natuur en Bos en is sterk verbost met zomereik en ratelpopulier.
Sinds 1992 wordt het oostelijk deel beheerd door Natuurpunt.

## Beheer en Natuurwaarde
Om de heide en heischrale graslanden te herstellen en behouden, voert Natuurpunt graasbeheer uit. Eerst werden hiervoor geiten, heideschapen en pony's geïntroduceerd. Ondertussen zijn enkel houtlandschapen de grazers van dienst.
Er is een opmerkelijke verscheidenheid aan dieren (circa 300), planten (circa 170) en zwammen (circa 160). Opvallend is de aanwezigheid van de in de streek zeldzame hazelworm. Dit gebied was de laatste vindplaats van bruine eikenpage in West-Vlaanderen totdat deze hier verdwenen.

## Toegankelijkheid
Het gebied is via de schapenpoort vrij toegankelijk voor wandelaars die op de paden blijven. Vanwege de aanwezige schapen, zijn honden niet toegelaten.

## Etymologie
De naam Schobbejakshoogte slaat op een heide- en stuifzandgebied met landduinen waar schobbejakken (dieven, struikrovers …) zich verstopten. Het gebied wordt eveneens d'hoogten of 't wit zand genoemd.